# 로버트 알다

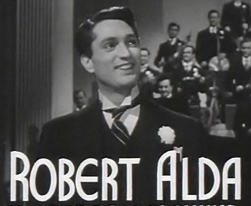

로버트 알다(Alphonso Giuseppe Giovanni Roberto D'Abruzzo, 1914년 2월 26일 ~ 1986년 5월 3일)는 미국의 연극 배우, 영화배우, 텔레비전 배우, 가수이다.
뉴욕에서 태어났으며 로스앤젤레스에서 사망하였다. 사인은 뇌졸중이다.  포리스트 론 메모리얼 파크에 매장되었다.

## 영화
- 스파이더맨 2 (1978년)
- 스퀴즈 (1978년)
- 두 얼굴의 사나이 - 시리즈 (1978년)
- 형사 Q (1976년)
- 리사와 악마 (1973년)
- 매쉬 - 시리즈 (1972년)
- 모스크바의 야간 탈출 (1972년)
- 아이언 사이드 (1967년)
- 우리 생애 나날들 (1965년)
- 포스 오브 임펄스 (1961년)
- 클레오파트라 (1960년)
- 슬픔은 그대 가슴에 (1959년)
- 타잔과 노예 소녀  (1950년)
- 더 맨 아이 러브 (1947년)
- 크로크 앤 대거 (1946년)
- 랩소디 인 블루 (1945년)